# Jimpa
Jimpa ist ein Filmdrama von Sophie Hyde. Der Film mit Olivia Colman, John Lithgow und Aud Mason-Hyde in den Hauptrollen ist eine Koproduktion von Australien, den Niederlanden und Finnland und feierte Ende Januar 2025 beim Sundance Film Festival seine Premiere.

## Handlung
Hannah ist Indie-Filmemacherin. Sie nimmt den transsexuellen, nichtbinären Teenager Frances mit nach Amsterdam, um ihren schwulen Großvater „Jimpa“ zu besuchen. Die 16-jährige Frances würde gerne ein ganzes Jahr bei Jimpa im Ausland verbringen. Hannah nimmt ihrem Vater, der seit seinem ersten Schlaganfall nicht mehr derselbe ist, immer noch übel, dass er sie vor vier Jahrzehnten verlassen hat. Sie macht sich Gedanken über ihre eigenen Erziehungsmethoden.

## Produktion
Regie führte Sophie Hyde, die gemeinsam mit Matthew Cormack auch das Drehbuch schrieb. Es handelt sich bei Jimpa nach 52 Tuesdays, Animals und Meine Stunden mit Leo um Hydes vierten Spielfilm. Jimpa ist eine Hommage an ihren Vater, der für die Rechte von Homosexuellen kämpfte, aber starb, bevor das transsexuelle Kind der Filmemacherin ihn kennenlernte.
Olivia Colman und John Lithgow spielen in den Hauptrollen Jimpa und seine Tochter Hannah, die Hyde selbst und ihrem Vater entsprechen. Aud Mason-Hyde, das Kind der Regisseurin, spielt Frances. Daniel Henshall spielt Hannahs Ehemann und Kate Box ihre Schwester Emily. Das Casting übernahm Nikki Barrett.
Die Dreharbeiten fanden ab Frühjahr 2024 im niederländischen Amsterdam, im australischen Adelaide und im finnischen Helsinki statt. Als Kameramann fungierte Matthew Chuang.
Die Filmmusik komponiert der Singer-Songwriter Nick Ward.
Die Weltpremiere des Films fand am 23. Januar 2025 beim Sundance Film Festival statt.

## Rezeption
Die Kritiken fielen gemischt aus.

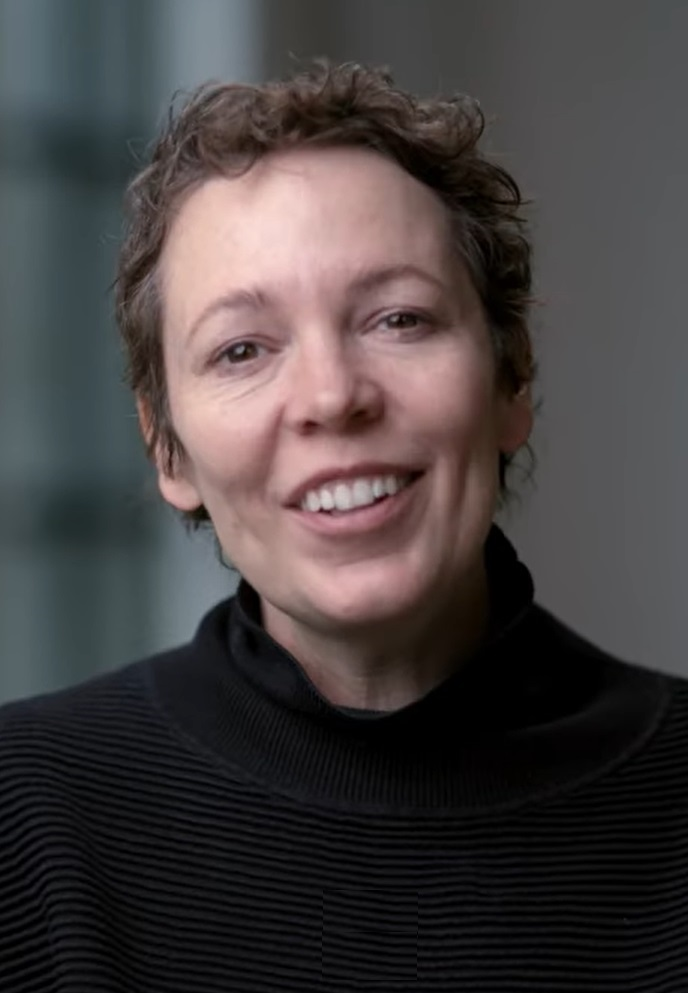
Olivia Colman spielt Hannah

Tim Grierson schreibt in seiner Kritik für screendaily.com, die drei Hauptdarsteller lieferten alle berührende Darbietungen, Olivia Colman als die frustrierte Regisseurin, John Lithgow als der freimütige LGBTQIA+-Aktivist Jim, der charmanter nicht sein könnte. Man interessiere sich für das, was mit den Charakteren geschieht, doch irgendwann werde die Handlung verworren und repetitiv.
Peter Debruge bemerkt in seiner Kritik für Variety die durchweg authentische Schauspielerei, wobei Lithgow als der Furchtloseste in einem rundum gewagten Ensemble hervorgeht, da er mit Ende 70 völlig nackt auftritt. Jimpas Akzeptanz seines Körpers erinnert Debruge an Emma Thompsons Spiegelszene in Hydes Film Good Luck to You, Leo Grande und deute auf einen harten Kampf hin, seine Identität zu akzeptieren.